# Buổi chiều Windows
Buổi chiều Windows là một tiểu thuyết dành cho thanh thiếu niên của nhà văn Nguyễn Nhật Ánh, sáng tác năm 1995, vào thời kỳ máy vi tính và hệ điều hành Windows bắt đầu phổ biến ở Việt Nam. Cùng với Nữ sinh và Bồ câu không đưa thư là tác phẩm nằm trong bộ truyện mà tác giả viết riêng về bộ ba Xuyến, Thục, Cúc Hương.

## Nội dung
Giống như hai truyện dài Nữ sinh và Bồ câu không đưa thư của nhà văn Nguyễn Nhật Ánh, nhân vật chính trong truyện Buổi chiều Windows này vẫn là bộ ba Xuyến, Cúc Hương và Thục nhưng với một bối cảnh hoàn toàn khác hẳn: mùa hè - mùa không còn vương vấn chuyện học hành, không còn va chạm với những bạn bè cùng lớp. Mùa hè này ba cô đi xin việc làm để kiếm tiền trong mấy tháng hè trước khi bước vào năm học lớp 12. Mùa hè này sẽ rất thú vị vì hai cô gái chuyên quậy phá, Xuyến và Cúc Hương, sẽ nếm thử và biết được thế nào là hương vị ngọt ngào và cay đắng của tình yêu. Cùng theo chân bộ ba này khám phá mùa hè rộn rã của học trò qua giọng văn hóm hỉnh, dí dỏm, đáng yêu của Nguyễn Nhật Ánh.